# Borstel (Neustadt am Rübenberge)
Borstel ist ein Stadtteil von Neustadt am Rübenberge in der Region Hannover in Niedersachsen. Der Ort liegt ca. zwölf Kilometer nördlich der Kernstadt Neustadts.

## Geographie
Borstel liegt landschaftlich am Rande des Grinderwaldes, im hügeligsten Teil der Stadt Neustadt. Es wird von Süden und Westen her durch Erhöhungen eingerahmt, welche Namen von Bergen tragen: Eckberg, Hüttenberg, Lichtenberg, Rackerberg und Landratsberg.
Borstel liegt deshalb aber nicht in einem Tal, denn direkt im Ort erhebt sich der Grevelingsberg, dessen Name auf einer Zeichnung von 1774 wiederentdeckt wurde.
Die Eisenbahn trennt Borstel in zwei Teile. Die Bahntrasse ist tiefergelegt und wird von zwei Brücken überspannt.

## Geschichte
Otto I. setzte als seinen Stellvertreter in Sachsen den Markgrafen Hermann Billung ein. Die Sippe der Billunger war reich an Gütern und besaß die Lehnsherrschaft vieler Klöster und Kirchen. Sie stellte zwei Bischöfe im Bistum Verden und hatte als Verwandtschaft die Familie der Erps oder Erponen zur Seite. Die Billunger erwirkten, dass Markgraf Albertus Erp von Bremen im Jahre 976 n. Chr. ebenfalls Bischof in Verden wurde.
Die Familie der Erponen machte den Ort Borstel „hoffähig“. Die Erponen sind vermutlich Emporkömmlinge aus dem unteren Adel der Sachsen. Ihr Name taucht verstreut in Schenkungs- und Rechtsurkunden auf, die sie als Grafen im Leinegau und im Grindergau bestätigen. Es gibt mehrere Linien der Erps, die aber alle Berührungen mit den Billungern haben und deshalb auch mit Kirchen und Bistümern.
Das Jahr 1240 ist das Geburtsjahr des Ortsnamens Erpingeborstold. Eine Urkunde dokumentiert, dass Borstel damals aus mehreren Häusern bestanden haben muss.
1974 wurde die Gemeinde Borstel, im Zuge der Gebietsreform, in die Stadt Neustadt a. Rbge. eingegliedert. Als eigenständige Vereinigungen sind noch vorhanden:
Verkopplungsinteressenten, Forstgenossenschaft, Jagdgenossenschaft, Freiwillige Feuerwehr, Schützenverein, Kriegerkameradschaft, Gemischter Chor, Musikfreunde, Dorf-Gemeinschaftsverein.
Militärgeschichte
Ab 1967 befand sich im Grinderwald auf dem 106 m ü. NHN hohen Hüttenberg etwa 2 km südwestlich des Ortes eine Militäranlage der niederländischen Armee mit mobilen Hawk-Flugabwehrraketen. Die Zufahrt erfolgte über eine etwa 2,7 km lange Straße von der südlich verlaufenden Bundesstraße 6. Nach dem Ende des Kalten Krieges wurde die Stellung aufgegeben und die Einheit zog 1994 ab. Beim Ausbau der Bundesstraße 6 im Jahre 2006 diente das Gelände der Stellung als Ausgleichsfläche und wurde renaturiert.

## Politik

### Ortsrat
Durch die Gebietsreform im Jahre 1974 wurde Borstel ein Stadtteil von Neustadt a. Rbge. und bildet seitdem mit Dudensen, Hagen und Nöpke eine Ortschaft, die durch einen Ortsrat vertreten wird. Der Ortschaftsname lautet seit November 2011 Mühlenfelder Land. Der Ortsrat setzt sich aus zwei Ratsfrauen und neun Ratsherren zusammen. Im Ortsrat befinden sich zusätzlich 17 beratende Mitglieder.
Aktuelle Sitzverteilung (Stand: Kommunalwahl 12. September 2021)
- SPD: 5 Sitze
- CDU: 5 Sitze
- UWG-NRÜ: 1 Sitz

Sitzverteilung vergangener Wahlen
| Wahl | SPD     | CDU     | UWG-NRÜ |
| ---- | ------- | ------- | ------- |
| 2011 | 7 Sitze | 4 Sitze |         |
| 2016 | 5 Sitze | 5 Sitze | 1 Sitz  |

### Ortsbürgermeister
Der Ortsbürgermeister ist seit 2016 Heinz-Günter Jaster (SPD). Sein Stellvertreter ist Norbert Schiller (CDU).
Der Vorgänger vom jetzigen Ortsbürgermeister war von 2006 bis 2016 Günther Falldorf (SPD).

## Kultur und Sehenswürdigkeiten

### Bauwerke
- Vor Borstel stehen zwei Windmühlen in Sichtweite voneinander, eine Bockwindmühle in Richtung Hagen und eine Galerieholländerwindmühle in Richtung Nöpke.
- die alte Schule von Borstel

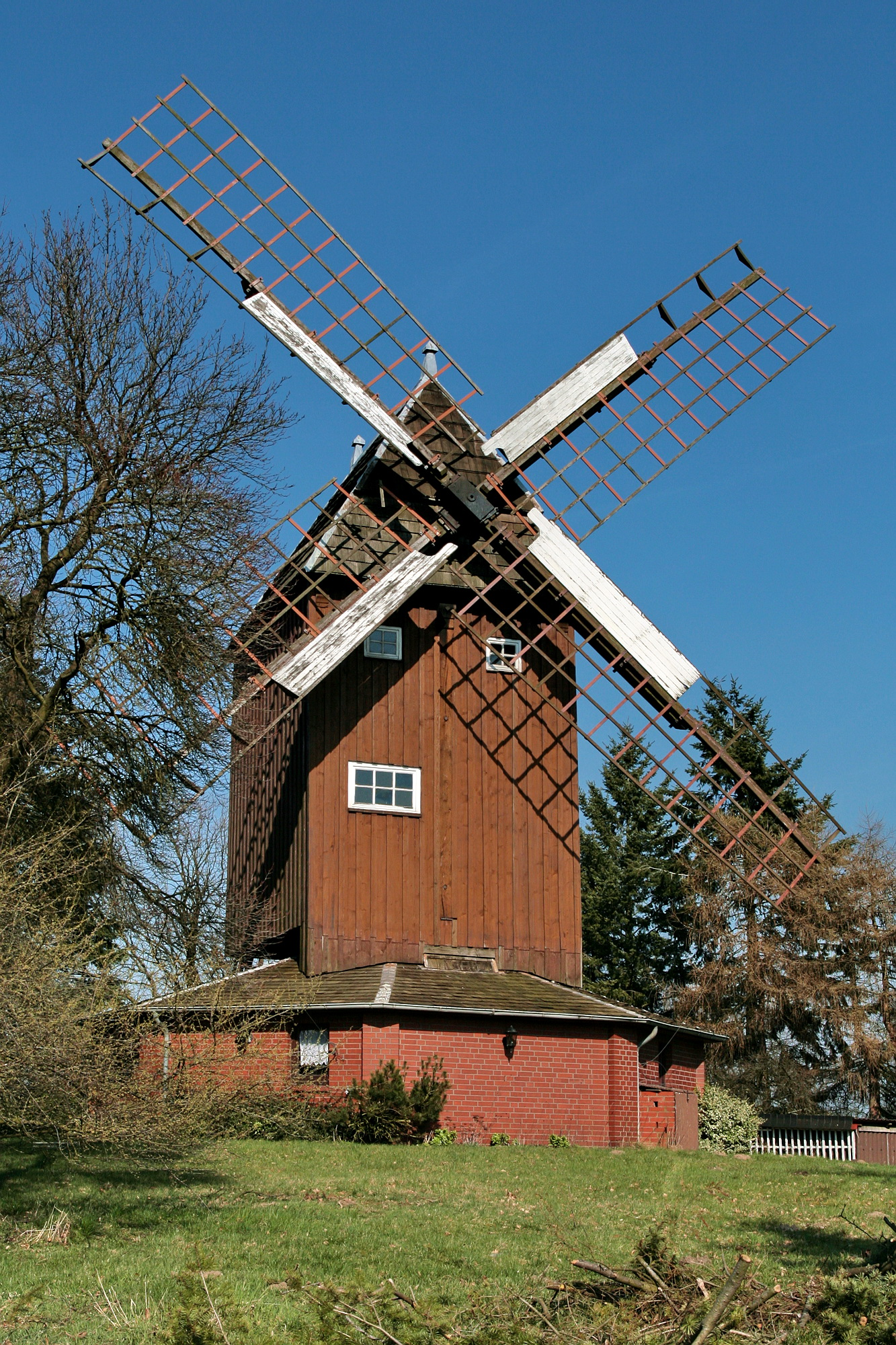
Bockwindmühle in Richtung Hagen
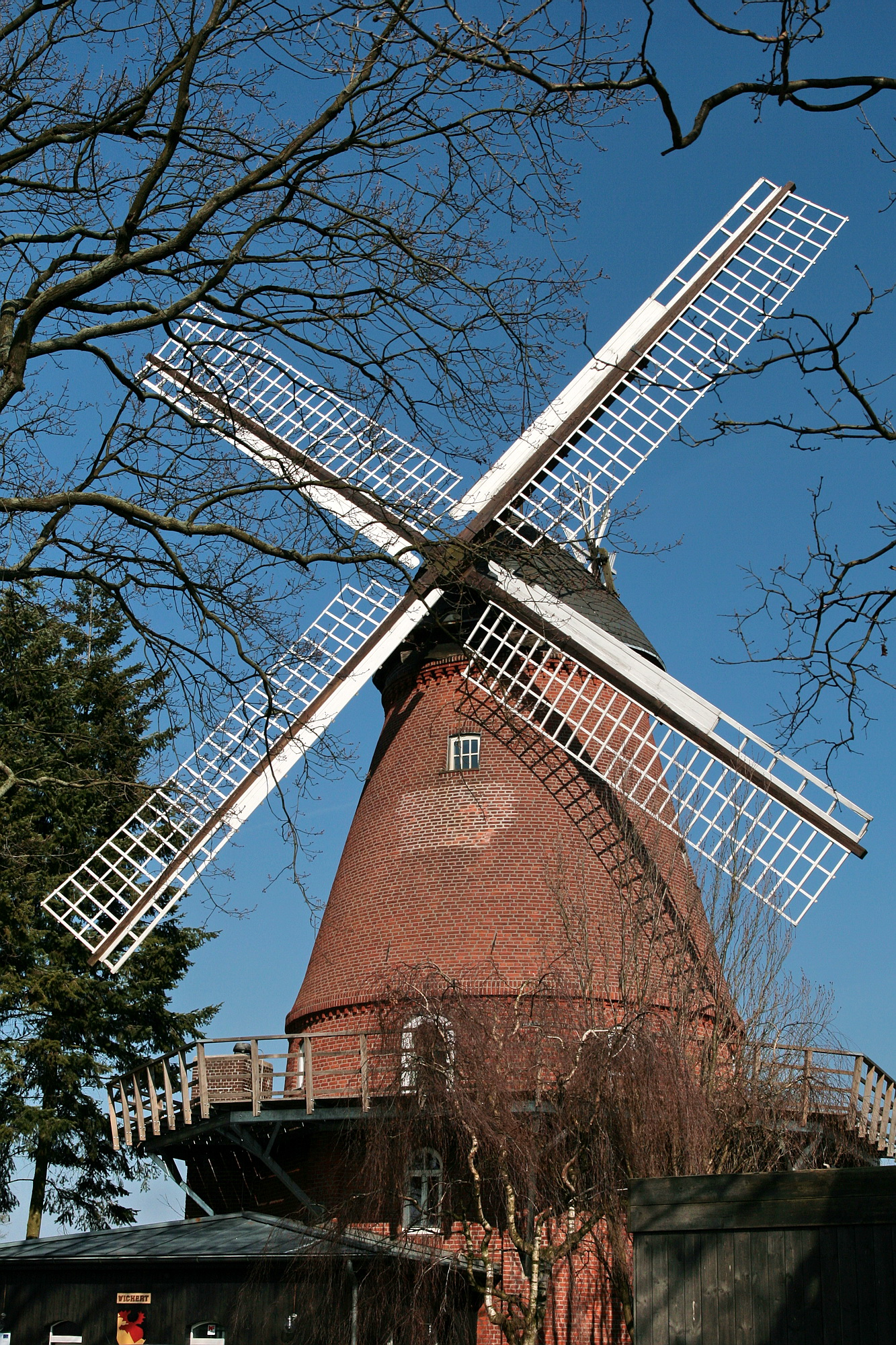
Galerieholländermühle in Richtung Nöpke

### Baudenkmale
- Liste der Baudenkmale in Neustadt am Rübenberge
- Die alte Volksschule mit Glockenturm, 1852 erbaut, 1912 erweitert, genießt Denkmalschutz.

## Persönlichkeiten
- Fritz Block († 1995), Ratsherr und Hauptchronist von Borstel
- Friedrich Hulke († 1964), Altchronist
- Irene Meyer († 2010), Chronistin
- Siegmar Neumann, Chronik-Autor, Ortsrats-Preisträger
- Rolf Otto, Goldmedaillen-Gewinner bei den Special Olympics 2004
- Franz Schusser († 2007), Bürgermeister und Gemeindedirektor in einer Person, Ortsrats-Preisträger
- Herbert Voß (* 1949), Ingenieur und Fachbuchautor
- Rebecca Schamber (* 1975), Politikerin (SPD)